# Aagtekerke
Aagtekerke est un village appartenant à la commune néerlandaise de Veere, situé dans la province de la Zélande. Le 1er janvier 2007, le village comptait 1 476 habitants. Il est situé sur Walcheren.
Aagtekerke était une commune indépendante jusqu'au 1er juillet 1966. À cette date, Grijpskerke et Meliskerke fusionnent et forment la nouvelle commune de Mariekerke.

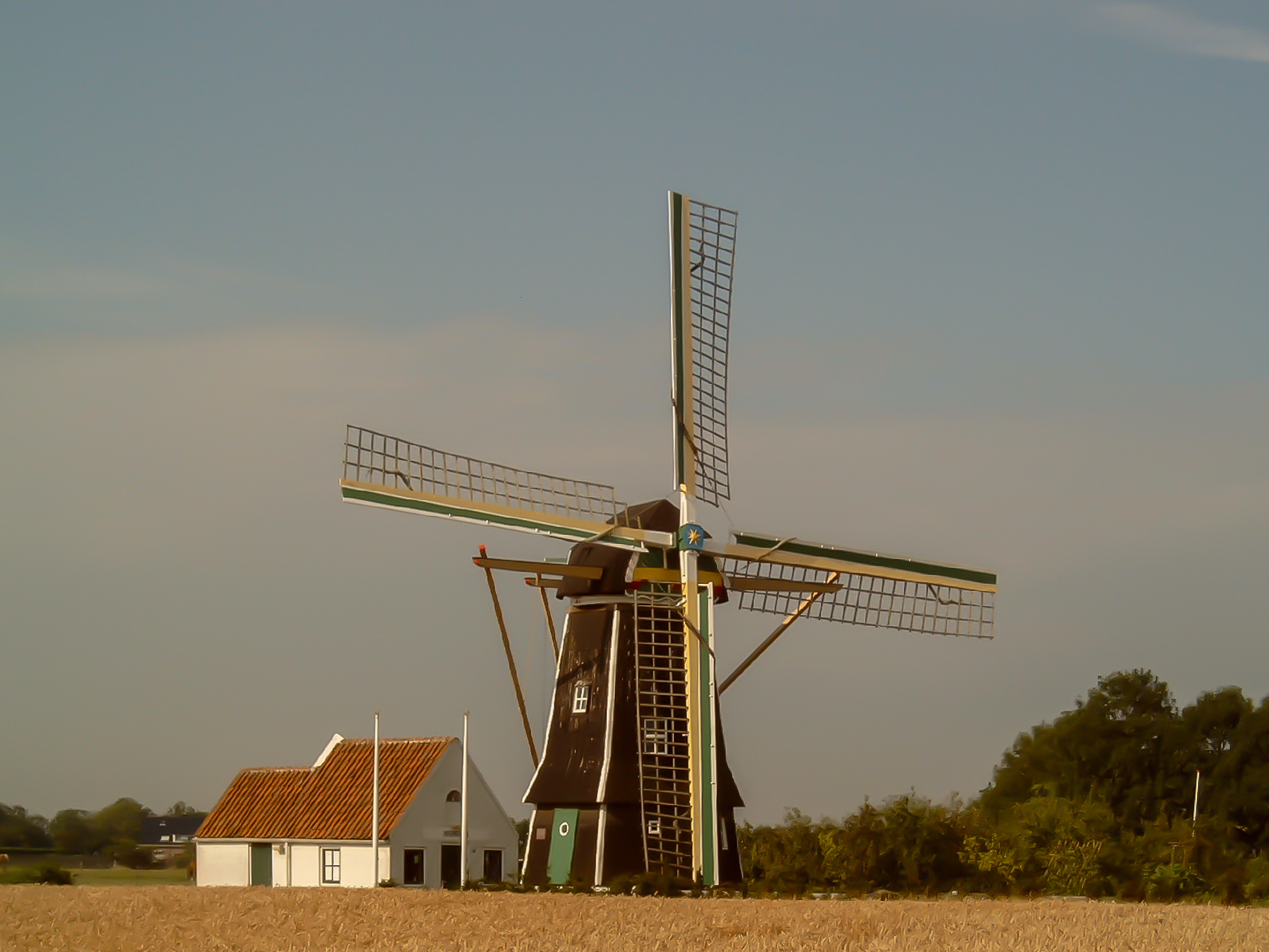
moulin: Aagtekerkse molen